# Angkah
Angkah is een bestuurslaag in het regentschap Tabanan van de provincie Bali, Indonesië. Angkah telt 1609 inwoners (volkstelling 2010).